# Ernst-Thälmann-Park

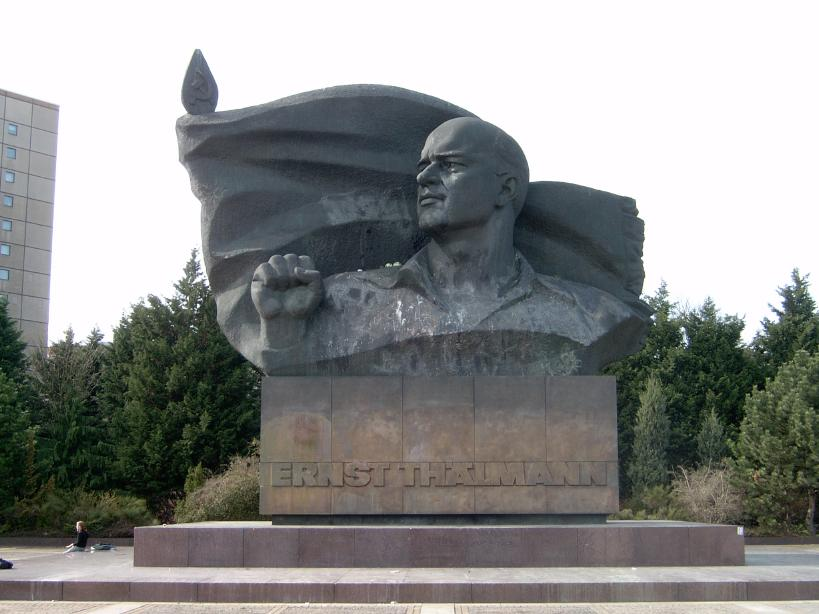
Minne över Ernst Thälmann på Greifswalder Strasse

Ernst-Thälmann-Park är en park i stadsdelen Prenzlauer Berg i stadsdelsområdet Pankow i östra Berlin. 
Parken har fått sitt namn efter kommunistledaren Ernst Thälmann. Här finns en bronsstaty föreställande Thälmann gjuten av den ryske skulptören Lew Kerbel omkring 1988.